# Веслування на байдарках і каное на літніх Олімпійських іграх 2020 — каное-одиночки, 200 метрів (жінки)
Змагання з веслування на каное-одиночках на дистанції 200 м серед жінок на літніх Олімпійських іграх 2020 відбулися 4 — 5 серпня 2021 року на Веслувальному каналі Сі Форест.

## Передісторія
Це була перша поява цієї дисципліни на Олімпійських іграх, викликана прагненням гендерної рівності.

## Формат змагань
Змагання з веслування на байдарках і каное в спринті складаються з чотирьох раундів: попередніх заїздів, чвертьфіналів, півфіналів і фіналів. Особливості проходження етапів залежать від кількості човнів, що розпочинають змагання.

## Розклад
Змагання в цій дисципліні відбулися впродовж двох днів поспіль, два раунди на день. Всі сесії розпочинаються о 9:30 за місцевим часом. Під час однієї сесії можуть відбуватися змагання в кількох різних дисциплінах.
| З | Попередні заїзди | ¼ | Чвертьфінали | ½ | Півфінали | Ф | Фінал |

| Дисципліна↓/Date → | Пон 2 | Пон 2 | Вів 3 | Вів 3 | Сер 4 | Сер 4 | Чет 5 | Чет 5 | П'ят 6 | П'ят 6 | Суб 7 | Суб 7 |
| ------------------ | ----- | ----- | ----- | ----- | ----- | ----- | ----- | ----- | ------ | ------ | ----- | ----- |
| Жінки's C-1 200 m  |       |       |       |       | З     | ¼     | ½     | Ф     |        |        |       |       |

## Результати

### Заїзди
Перший і другий човни виходять до півфіналу, решта - потрапляють до чвертьфіналу. 

#### Заїзд 1
| Місце | Доріжка | Каноеїстка                  | Країна                           | Час    | Примітки |
| ----- | ------- | --------------------------- | -------------------------------- | ------ | -------- |
| 1     | 3       | Лузан Людмила Володимирівна | Україна (UKR)                    | 45.571 | OB, SF   |
| 2     | 6       | Лінь Веньцзюнь              | Китай (CHN)                      | 46.449 | SF       |
| 3     | 2       | Антія Хакоме                | Іспанія (ESP)                    | 46.691 | QF       |
| 4     | 5       | Марія Маїльярд              | Чилі (CHI)                       | 47.557 | QF       |
| 5     | 4       | Ірина Андреєва              | Олімпійський комітет Росії (ROC) | 48.192 | QF       |
| 6     | 1       | Нілюфар Зокірова            | Узбекистан (UZB)                 | 49.686 |          |
| 7     | 7       | Манака Кубота               | Японія (JPN)                     | 50.608 |          |

#### Заїзд 2
| Місце | Доріжка | Каноеїстка                      | Країна          | Час    | Примітки |
| ----- | ------- | ------------------------------- | --------------- | ------ | -------- |
| 1     | 5       | Невін Гаррісон                  | США (USA)       | 44.938 | OB, SF   |
| 2     | 3       | Катерін Нуево Сегура            | Куба (CUB)      | 46.533 | SF       |
| 3     | 1       | Віраг Балла                     | Угорщина (HUN)  | 46.852 | QF       |
| 4     | 4       | Четверікова Анастасія Андріївна | Україна (UKR)   | 47.472 | QF       |
| 5     | 7       | Бернадетт Воллес                | Австралія (AUS) | 48.209 | QF       |
| 6     | 2       | Маргарита Торлопова             | Казахстан (KAZ) | 49.721 | QF       |
| 7     | 6       | Марія Олерашу                   | Молдова (MDA)   | 50.607 | QF       |

#### Заїзд 3
| Місце | Доріжка | Каноеїстка               | Країна                | Час    | Примітки |
| ----- | ------- | ------------------------ | --------------------- | ------ | -------- |
| 1     | 3       | Кеті Венсан              | Канада (CAN)          | 46.391 | SF       |
| 2     | 5       | Яріслейдіс Сіріло Дубойс | Куба (CUB)            | 47.267 | SF       |
| 3     | 1       | Айоміде Еммануель Белло  | Нігерія (NGR)         | 47.539 | QF       |
| 4     | 4       | Кеті Рід                 | Велика Британія (GBR) | 47.876 | QF       |
| 5     | 6       | Ораса Тьянгкатхок        | Таїланд (THA)         | 48.262 | QF       |
| 6     | 2       | Джозефін Булмер          | Австралія (AUS)       | 53.354 | QF       |

#### Заїзд 4
| Місце | Доріжка | Каноеїстка            | Країна                           | Час    | Примітки |
| ----- | ------- | --------------------- | -------------------------------- | ------ | -------- |
| 1     | 2       | Лоранс Венсан-Ляпуант | Канада (CAN)                     | 45.408 | SF       |
| 2     | 5       | Олеся Ромасенко       | Олімпійський комітет Росії (ROC) | 46.126 | SF       |
| 3     | 4       | Alena Nazdrova        | Білорусь (BLR)                   | 46.731 | QF       |
| 4     | 3       | Ліза Ян               | Німеччина (GER)                  | 47.439 | QF       |
| 5     | 1       | Дільнора Рахматова    | Узбекистан (UZB)                 | 47.716 | QF       |
| 6     | 6       | Теруко Кіріаке        | Японія (JPN)                     | 50.326 | QF       |

#### Заїзд 5
| Місце | Доріжка | Каноеїстка         | Країна          | Час    | Примітки |
| ----- | ------- | ------------------ | --------------- | ------ | -------- |
| 1     | 5       | Дорота Боровська   | Польща (POL)    | 47.655 | SF       |
| 2     | 6       | Кінче Такач        | Угорщина (HUN)  | 47.977 | SF       |
| 3     | 1       | Даньєла Кочу       | Молдова (MDA)   | 48.338 | QF       |
| 4     | 3       | Станілія Стаменова | Болгарія (BUL)  | 48.477 | QF       |
| 5     | 2       | Зофіє Кох          | Німеччина (GER) | 48.601 | QF       |
| 6     | 4       | Ванеса Тот         | Хорватія (CRO)  | 49.280 | QF       |

### Чвертьфінали
Перший і другий човни виходять до півфіналу, решта - вибувають.

#### Чвертьфінал 1
| Місце | Доріжка | Каноеїстка                      | Країна           | Час    | Примітки |
| ----- | ------- | ------------------------------- | ---------------- | ------ | -------- |
| 1     | 6       | Антія Хакоме                    | Іспанія (ESP)    | 45.668 | SF       |
| 2     | 3       | Марія Маїльярд                  | Чилі (CHI)       | 46.122 | SF       |
| 3     | 4       | Четверікова Анастасія Андріївна | Україна (UKR)    | 46.509 |          |
| 4     | 7       | Бернадетт Воллес                | Австралія (AUS)  | 48.330 |          |
| 5     | 2       | Ораса Тьянгкатхок               | Таїланд (THA)    | 48.559 |          |
| 6     | 8       | Нілюфар Зокірова                | Узбекистан (UZB) | 48.995 |          |
| 7     | 9       | Марія Олерашу                   | Молдова (MDA)    | 49.002 |          |
| 8     | 1       | Теруко Кіріаке                  | Японія (JPN)     | 49.413 |          |

#### Чвертьфінал 2
| Місце | Доріжка | Каноеїстка          | Країна                           | Час    | Примітки |
| ----- | ------- | ------------------- | -------------------------------- | ------ | -------- |
| 1     | 5       | Віраг Балла         | Угорщина (HUN)                   | 46.218 | SF       |
| 2     | 6       | Ірина Андреєва      | Олімпійський комітет Росії (ROC) | 46.637 | SF       |
| 3     | 2       | Дільнора Рахматова  | Узбекистан (UZB)                 | 46.645 |          |
| 4     | 3       | Кеті Рід            | Велика Британія (GBR)            | 47.821 |          |
| 5     | 1       | Ванеса Тот          | Хорватія (CRO)                   | 48.375 |          |
| 6     | 4       | Данієла Кочу        | Молдова (MDA)                    | 48.594 |          |
| 7     | 6       | Маргарита Торлопова | Казахстан (KAZ)                  | 49.051 |          |

#### Чвертьфінал 3
| Місце | Доріжка | Каноеїстка              | Країна          | Час    | Примітки |
| ----- | ------- | ----------------------- | --------------- | ------ | -------- |
| 1     | 4       | Alena Nazdrova          | Білорусь (BLR)  | 46.950 | SF       |
| 2     | 6       | Ліза Ян                 | Німеччина (GER) | 47.049 | SF       |
| 3     | 5       | Айоміде Еммануель Белло | Нігерія (NGR)   | 47.326 |          |
| 4     | 2       | Зофіє Кох               | Німеччина (GER) | 48.891 |          |
| 5     | 3       | Станілія Стаменова      | Болгарія (BUL)  | 48.939 |          |
| 6     | 1       | Манака Кубота           | Японія (JPN)    | 49.769 |          |
| 7     | 7       | Джозефін Булмер         | Австралія (AUS) | 51.474 |          |

### Півфінали
Перші чотири човни виходять до фіналу A, решта - потрапляють до фіналу B.   

#### Півфінал 1
| Місце | Доріжка | Каноеїстка                  | Країна                           | Час    | Примітки |
| ----- | ------- | --------------------------- | -------------------------------- | ------ | -------- |
| 1     | 5       | Лузан Людмила Володимирівна | Україна (UKR)                    | 47.339 | FA       |
| 2     | 2       | Олеся Ромасенко             | Олімпійський комітет Росії (ROC) | 47.368 | FA       |
| 3     | 4       | Кеті Венсан                 | Канада (CAN)                     | 47.604 | FA       |
| 4     | 3       | Дорота Боровська            | Польща (POL)                     | 47.703 | FA       |
| 5     | 1       | Марія Маїльярд              | Чилі (CHI)                       | 48.198 | FB       |
| 6     | 7       | Віраг Балла                 | Угорщина (HUN)                   | 48.257 | FB       |
| 7     | 8       | Ліза Ян                     | Німеччина (GER)                  | 49.136 | FB       |
| 8     | 6       | Катерін Нуево Сегура        | Куба (CUB)                       | 49.242 | FB       |

#### Півфінал 2
| Місце | Доріжка | Каноеїстка               | Країна                           | Час    | Примітки |
| ----- | ------- | ------------------------ | -------------------------------- | ------ | -------- |
| 1     | 4       | Невін Гаррісон           | США (USA)                        | 46.697 | FA       |
| 2     | 3       | Лінь Веньцзюнь           | Китай (CHN)                      | 47.161 | FA       |
| 3     | 5       | Лоранс Венсан-Ляпуант    | Канада (CAN)                     | 47.294 | FA       |
| 4     | 7       | Антія Хакоме             | Іспанія (ESP)                    | 47.414 | FA       |
| 5     | 1       | Alena Nazdrova           | Білорусь (BLR)                   | 48.120 | FB       |
| 6     | 6       | Яріслейдіс Сіріло Дубойс | Куба (CUB)                       | 48.375 | FB       |
| 7     | 8       | Ірина Андреєва           | Олімпійський комітет Росії (ROC) | 49.147 | FB       |
| 8     | 2       | Кінче Такач              | Угорщина (HUN)                   | 49.178 | FB       |

### Фінали

#### Fnal B
| Місце | Lane | Canoer                   | Країна                           | Час    | Примітки |
| ----- | ---- | ------------------------ | -------------------------------- | ------ | -------- |
| 9     | 3    | Віраг Балла              | Угорщина (HUN)                   | 47.560 |          |
| 10    | 5    | Марія Маїльярд           | Чилі (CHI)                       | 47.610 |          |
| 11    | 4    | Alena Nazdrova           | Білорусь (BLR)                   | 48.085 |          |
| 12    | 6    | Яріслейдіс Сіріло Дубойс | Куба (CUB)                       | 48.582 |          |
| 13    | 7    | Ліза Ян                  | Німеччина (GER)                  | 48.798 |          |
| 14    | 8    | Кінче Такач              | Угорщина (HUN)                   | 48.921 |          |
| 15    | 2    | Ірина Андреєва           | Олімпійський комітет Росії (ROC) | 48.930 |          |
| 16    | 1    | Катерін Нуево Сегура     | Куба (CUB)                       | 49.024 |          |

#### Фінал A
| Місце | Lane | Canoer                      | Країна                           | Час    | Примітки |
| ----- | ---- | --------------------------- | -------------------------------- | ------ | -------- |
| 1     | 4    | Невін Гаррісон              | США (USA)                        | 45.932 |          |
| 2     | 2    | Лоранс Венсан-Ляпуант       | Канада (CAN)                     | 46.786 |          |
| 3     | 5    | Лузан Людмила Володимирівна | Україна (UKR)                    | 47.034 |          |
| 4     | 1    | Дорота Боровська            | Польща (POL)                     | 47.116 |          |
| 5     | 8    | Антія Хакоме                | Іспанія (ESP)                    | 47.226 |          |
| 6     | 6    | Лінь Веньцзюнь              | Китай (CHN)                      | 47.608 |          |
| 7     | 3    | Олеся Ромасенко             | Олімпійський комітет Росії (ROC) | 47.777 |          |
| 8     | 7    | Кеті Венсан                 | Канада (CAN)                     | 47.834 |          |